# Vallès Oriental
Vallès Oriental is een comarca van de Spaanse autonome regio Catalonië. Het is onderdeel van de provincie Barcelona. In 2005 telde Vallès Oriental 361.319 inwoners op een oppervlakte van 850,99 km². De hoofdstad van de comarca is Granollers.

## Gemeenten
| Gemeente                    | Inwoners | Gemeente                    | Inwoners | Gemeente                   | Inwoners |
| --------------------------- | -------- | --------------------------- | -------- | -------------------------- | -------- |
| Aiguafreda                  | 2308     | L'Ametlla del Vallès        | 7319     | Bigues i Riells del Fai    | 7155     |
| Caldes de Montbui           | 15.536   | Campins                     | 354      | Canovelles                 | 14.668   |
| Cardedeu                    | 15.018   | Castellcir                  | 528      | Castellterçol              | 2195     |
| Cànoves i Samalús           | 2375     | Figaró-Montmany             | 1020     | Fogars de Montclús         | 417      |
| Les Franqueses del Vallès   | 15.196   | la Garriga                  | 13.472   | Granera                    | 79       |
| Granollers                  | 57.796   | Gualba                      | 988      | La Llagosta                | 13.455   |
| Llinars del Vallès          | 8166     | Lliçà d'Amunt               | 12.439   | Lliçà de Vall              | 5821     |
| Martorelles                 | 4903     | Mollet del Vallès           | 51.218   | Montmeló                   | 8804     |
| Montornès del Vallès        | 14.190   | Montseny                    | 306      | Parets del Vallès          | 16.202   |
| La Roca del Vallès          | 8946     | Sant Antoni de Vilamajor    | 4627     | Sant Celoni                | 15.081   |
| Sant Esteve de Palautordera | 1961     | Sant Feliu de Codines       | 5282     | Sant Fost de Campsentelles | 7265     |
| Sant Pere de Vilamajor      | 3444     | Sant Quirze Safaja          | 543      | Santa Eulàlia de Ronçana   | 5814     |
| Santa Maria de Martorelles  | 763      | Santa Maria de Palautordera | 7762     | Tagamanent                 | 265      |
| Vallgorguina                | 1881     | Vallromanes                 | 1911     | Vilalba Sasserra           | 564      |
| Vilanova del Vallès         | 3282     |                             |          |                            |          |